# Apatura coelestina
Apatura coelestina är en fjärilsart som beskrevs av Grum-grshimailo 1884. Apatura coelestina ingår i släktet Apatura och familjen praktfjärilar. Inga underarter finns listade i Catalogue of Life.